# Saint-Jean-de-Livet
Saint-Jean-de-Livet é uma comuna francesa na região administrativa da Normandia, no departamento Calvados. Estende-se por uma área de 3,45 km². Em 2010 a comuna tinha 238 habitantes (densidade: 69 hab./km²).